# موتواكي ميورا
موتواكي ميورا (باليابانية: 三浦 基瑛) (مواليد 28 مايو 1996) هو لاعب كرة قدم ياباني.

## وصلات خارجية
- موتواكي ميورا على موقع رابطة كرة القدم اليابانية للمحترفين (اليابانية)
- موتواكي ميورا على موقع قاعدة بيانات كرة القدم.إي يو (الإنجليزية)
- موتواكي ميورا على موقع Soccerway.com (الإنجليزية)
- موتواكي ميورا على موقع عالم كرة القدم.نت (الإنجليزية)